# Naftogaz
Naftogaz (in ucraino НАК "Нафтогаз України"?, "Petrolio e Gas dell'Ucraina") è la società nazionale di petrolio e gas dell'Ucraina.
È una compagnia di stato subordinata al ministero dell'energia.
La società è coinvolta nell'estrazione, nel trasporto e raffinamento del gas naturale e del petrolio.
Naftogaz è la più grande azienda dello stato per numero di persone impiegate: 175.000 lavoratori.
Oggi l'amministratore delegato Andriy Kobolyev dopo la rivoluzione ucraina del 2014 si è posto l'obiettivo di ridurre la dipendenza del paese dal gas russo e di riformare le pratiche aziendali della compagnia.
Nel 2023, Naftogaz è entrata meritatamente tra le prime 200 aziende in termini di fatturato nel 2022, dimostrando le sue prestazioni di successo e il contributo significativo all'economia mondiale.